# Peters & Lee
Peters & Lee war ein britisches Folk- und Pop-Duo der 1970er Jahre, das aus dem Sänger Lennie Peters und der Sängerin Dianne Lee bestand.

## Biografie
Peters, der ein aufstrebender Preisboxer war, erblindete nach einem Verkehrsunfall auf einem Auge. Daraufhin trat er in den 1960er Jahren als Sänger und Pianist in Pubs in London und Umgebung auf. Lee war in dieser Zeit Tänzerin und trat mit ihrer Cousine als „Hailey Twins“ auf.
Nachdem sich Peters und Lee kennengelernt hatten, begannen die beiden Musiker 1970, gemeinsam zu musizieren. Es folgten Auftritte in Clubs und Ferienanlagen sowie die Teilnahme an der TV-Talentshow Opportunity Knocks, einem Vorläufer von Star Search. Die Musik des Duos war Popmusik mit Elementen aus Kabarett und R&B.
1973 kam es zur Unterzeichnung eines Plattenvertrages bei Philips. Peters & Lee waren die ersten Musiker nach The Beatles, denen es gelang, mit Debütsingle und Debütalbum die Spitzenposition der englischen Charts zu belegen: Welcome Home stand im Juli 1973 eine Woche auf dem ersten Platz, das zugehörige Album We Can Make It verweilte dort im August des Jahres zwei Wochen.
Das zweite Album, By Your Side, stieg Ende 1973 in die Charts und erreichte Platz 9, die gleichnamige Single kam nicht über Rang 39 hinaus. Der Sound war eine Mischung aus Folk- und Popmusik. Mit Rainbow folgte im Herbst 1974 auf Platz 6 der englische Hitparade ein weiteres Top-10-Album. Die Auskopplungen Don’t Stay Away Too Long (Platz 3) und Rainbow (Platz 17) waren weitere Erfolge. Das Album Favourites kletterte im Ende 1975 bis auf Platz 2.
Die Alben Invitation und Serenade konnten 1976 nicht an vorherige Erfolge anknüpfen. Daraufhin trennte sich das Duo im Jahr 1980. Sechs Jahre später kam es zur Wiedervereinigung. Fortan traten Peters & Lee wieder gemeinsam auf, um ihren Lebensunterhalt zu bestreiten. 1992 verstarb Peters an den Folgen einer Krebserkrankung. Dianne Lee widmete sich seither der Schauspielerei.
1999 wurde das Lied Welcome Home wieder populär in England, nachdem es in einer Werbung für Kartoffelchips der Firma Walkers verwendet wurde.

## Mitglieder
- Lennie Peters (eigentlich Leonard George Sargend, * 1939, † 10. Oktober 1992)
- Dianne Lee (eigentlich Dianne Littlehales , * 1950)

## Diskografie

### Alben
| Jahr | Titel          | Höchstplatzierung, Gesamtwochen, AuszeichnungChartsChartplatzierungen (Jahr, Titel, Platzierungen, Wochen, Auszeichnungen, Anmerkungen) | Anmerkungen |
| Jahr | Titel          | UK | Anmerkungen |
| ---- | -------------- | --- | ----------- |
| 1973 | We Can Make It | UK1 Gold · (55 Wo.)UK |             |
| 1973 | By Your Side   | UK9 Gold · (49 Wo.)UK |             |
| 1974 | Rainbow        | UK6 Gold · (26 Wo.)UK |             |
| 1975 | Favourites     | UK2 Gold · (32 Wo.)UK |             |
| 1976 | Invitation     | UK44 Silber · (4 Wo.)UK |             |

Weitere Alben
- 1973: Welcome Home (nur Kanada)
- 1976: Serenade (UK: Silber)
- 1977: Smile
- 1980: The Farewell Album
- 1994: Through All the Years

### Kompilationen
- 1979: Love and Affection
- 1999: The Best Of

### Singles
| Jahr | Titel Album                      | Höchstplatzierung, Gesamtwochen, AuszeichnungChartsChartplatzierungen (Jahr, Titel, Album, Platzierungen, Wochen, Auszeichnungen, Anmerkungen) | Anmerkungen                                                                                            |
| Jahr | Titel Album                      | UK | Anmerkungen                                                                                            |
| ---- | -------------------------------- | --- | --- |
| 1973 | Welcome Home We Can Make It      | UK1 (24 Wo.)UK | Autoren: Bryan Blackburn, Jean Dupré, Stanislas Beldone                                                |
| 1973 | By Your Side                     | UK39 (4 Wo.)UK | Autoren: Bryan Blackburn, John Franz                                                                   |
| 1974 | Don’t Stay Away Too Long Rainbow | UK3 Silber · (15 Wo.)UK | Text: Bryan Blackburn, Komposition: Henry Mayer Original: Elfi Graf – Herzen haben keine Fenster, 1973 |
| 1974 | Rainbow                          | UK17 (7 Wo.)UK | Autoren: Bryan Blackburn, Michael Kunze, Werner Scharfenberger                                         |
| 1976 | Hey Mr. Music Man Invitation     | UK60 (7 Wo.)UK | Autoren: Bryan Blackburn, Günther Eric Thöner                                                          |

Weitere Singles
- 1974: Closer
- 1975: (Hey Won’t You Play) Another Somebody Done Somebody Wrong Song
- 1975: The Crying Game
- 1976: The Serenade That We Played
- 1976: What Is Love
- 1976: Save Me (Feel Myself A-Fallin’)
- 1977: Smile
- 1977: The Song from Moulin Rouge (mit The Harry van Hoof Orchestra)
- 1977: Let Love Come Between Us
- 1978: Suspicious Minds
- 1978: Love (Loving Time)
- 1979: People Over the World
- 1980: I Understand (Just How You Feel)
- 1980: Ocean and Blue Sky